# Falkarindiol
Falkarindiol je organická sloučenina patřící mezi polyyny, která se vyskytuje v mrkvi, kde má fungicidní účinky.
Falkarindiol má hlavní podíl na hořké chuti mrkví.
Falkarindiol a jiné podobné polyyny se nacházejí i v mnoha jiných miříkovitých rostlinách, například kopru a petrželi.
U falkarindiolu a podobných sloučenin byla objevena řada biologických účinků, díky čemuž mají účinky na metabolismus a jsou zkoumány jako možné doplňky stravy.
Falkarindiol je nejaktivnějším z několika potenciálně protinádorově působících polyynů v oplopanaxu hrozivém (Oplopanax horridus), rostlině používané při léčení domorodci na Aljašce a na severozápadním pobřeží Tichého oceánu.